# Markove, Sovietskîi
Markove (în ucraineană Маркове) este un sat în comuna Krasnoflotske din raionul Sovietskîi, Republica Autonomă Crimeea, Ucraina.

## Demografie
Componența lingvistică a localității Markove
     Tătară crimeeană (53,36%)
     Rusă (34,75%)
     Romani (5,83%)
     Ucraineană (4,71%)
     Alte limbi (0,22%)
Conform recensământului din 2001, majoritatea populației localității Markove era vorbitoare de tătară crimeeană (53,36%), existând în minoritate și vorbitori de rusă (34,75%), romani (5,83%) și ucraineană (4,71%).